# Albare
Albare es el primer lanzamiento del año 2011, con este nuevo mini-álbum (el 2°) muestran un estilo totalmente diferente en sonido y canciones inigualables como Yuugure no uta. Pieromansu, es una de las canciones más importantes de este lanzamiento, ya que además de haber sido la elegida para un nuevo video, nos cuenta una impresionante historia de mímica acerca de Pierrot; JEWEL BOX nos demuestra que la mentalidad de Mashiro ha madurado bastante, Hana ressha nos cuenta una triste historia de un amor separado por la distancia y Marionette nos cuenta la historia de una marioneta atada a su ventrílocuo por miedo a la soledad.El sencillo se distribuyó a la venta en dos tipos A Y B

## Lista de canciones
Todas las letras escritas por Mashiro, toda la música compuesta por Oyuugi Wagamama Dan x PaRADEiS. 
| Albare (tipo A) |                                 |          |  |
| N.º             | Título                          | Duración |  |
| 1.              | «JEWEL BOX»                     | 4:40     |  |
| 2.              | «Marionette»                    | 4:39     |  |
| 3.              | «ひとつすべて (Hitotsu Subete)» | 4:04     |  |
| 4.              | «夕暮れのうた(Yuugure no uta)»  | 2:35     |  |
| 5.              | «花列車(Hana Ressha)»           | 3:57     |  |

| DVD Bonus |                               |          |  |
| N.º       | Título                        | Duración |  |
| 11.       | «ピエロマンス(pv pieromansu)» | 04:23    |  |

Todas las letras escritas por Mashiro, toda la música compuesta por Oyuugi Wagamama Dan x PaRADEiS. 
| Albare (tipo B) |                                |          |  |
| N.º             | Título                         | Duración |  |
| 1.              | «ピエロマンス (Pieromance)»    | 4:13     |  |
| 2.              | «Marionette»                   | 4:39     |  |
| 3.              | «ひとつすべて»                 | 4:04     |  |
| 4.              | «夕暮れのうた(yuugure no uta)» | 2:35     |  |
| 5.              | «JEWEL BOX»                    | 4:40     |  |
| 6.              | «花列車 (Hana Ressha)»         | 3:57     |  |

## Personal
| Oyuugi Wagamama Dan x PaRADEiS - (Waatame Mashiro/Mashitan) ゎたぁめ真白 vocalista - (Sei) 聖 guitarra líder - (Ao) 碧 guitarra rítmica - (Ryuki) 瑠希 bajo - (Miharu) 実春 batería | Producción - Productores exclusivos Planet CHILD Music - Co-Productores PaRADEiS |